# 104 г. пр.н.е.
104 (сто и четвърта) година преди новата ера (пр.н.е.) е година от доюлианския (Помпилийски) римски календар.

## Събития

### В Римската република
- Консули са Гай Марий (за II път) и Гай Флавий Фимбрия.
- 1 януари – триумф на Марий за победата над Югурта. Нумидийският цар и съкровищата му участват в шествито, след което той е хвърлен в Мамертинската тъмница и оставен да умре от глад.[1]
- Кимврийска война:
  - Марий повежда нова армия към Галия, където подлага войниците на тежки тренировки, докато кимврите преминават Пиренеите и навлизат в Испания.[1]
- Започва второто в историята на републиката мащабно робско въстание, което под предводителството на Салвий и Атенион, обхваща остров Сицилия.

### В Азия
- Аристобул I става цар на Юдея.

## Родени
- Марк Валерий Месала Нигер, роб на Цицерон (умрял 4 г. пр.н.е.)

## Починали
- Югурта, цар на Нумидия (роден 160 г. пр.н.е.)
- Йоан Хиркан I, владетел и първосвещеник на Юдея (роден 164 г. пр.н.е.)
- Дун Чжуншу, китайски философ (роден 179 г. пр.н.е.)